# 布法羅鎮區 (愛荷華州科蘇特縣)
布法羅鎮區（英語：Buffalo Township）是位於美國愛荷華州科蘇特縣的一個行政鎮區。

## 地方資料
根據2010年美國人口普查的數據，布法羅鎮區的面積為92.20平方千米，當中陸地面積為92.20平方千米，而水域面積為0.00平方千米。當地共有人口685人，而人口密度為每平方千米7.43人。